# Вулиця Сагайдачного (Іллінці)
Ву́лиця Сагайдачного  — вулиця в місті Іллінці Вінницької області.

## Розташування
Знаходиться у мікрораоні Варварівка, в районі новобудов "Маримонт".
Бере початок від вулиці вулиці Лялі Ратушної.
Простягається на північ до річки Сіб. Сполучаючись із провулком Береговим.

## Історія
Вулиця виникла на початку 1990 - рр. Де були наділені земельні ділянки під забудову.
Наразі вулиця залишається звичайною ґрунтовою дорогою, з кількома новозбудованими житловими будинками.
Свою назву  — Сагайдачного — вулиця отримала в 2000 році , на честь українського гетьмана, державного діяча доби Козаччини,  Петра Конашевича-Сагайдачного.